# Naurukarekiet
De naurukarekiet (Acrocephalus rehsei; Nauruaans: itsirir) is een zangvogel uit de familie Acrocephalidae (rietzangers). De Duitse ornitholoog Otto Finsch heeft deze vogel bij een bezoek aan Nauru in 1880 ontdekt en genoemd naar zijn reisgenoot Ernst Rehse (1850-1903).

## Verspreiding en leefgebied
Deze soort is endemisch op Nauru.

## Status
De grootte van de populatie is in 2008 geschat op 3000 volwassen vogels. De vogel is algemeen maar het verspreidingsgebied is erg klein en er treedt habitatverlies op. Op de Rode lijst van de IUCN heeft deze soort daarom de status gevoelig.